# Rodolfo Graziani
Rodolfo Neghelli de Graziani (ur. 11 sierpnia 1882 w Filettino, zm. 11 stycznia 1955 w Rzymie) – włoski wojskowy, marszałek, markiz, zwolennik faszyzmu i Benita Mussoliniego.

## Życiorys
Uczestnik I wojny światowej. W latach 1921–1929 przeprowadzał pacyfikację Libii, w trakcie której prowadził rasistowską politykę, według której Włosi mieli być rasą nadrzędną, a „gorsi” Afrykanie zostali pozbawieni praw. Kampania prowadzona przez Grazianiego objęła wywoływanie głodu, dokonywanie masowych mordów i tworzenie obozów koncentracyjnych – zginęły przez to tysiące Libijczyków. Z kraju wydalono 100 000 Beduinów, połowę ludności Cyrenajki, na miejsce rdzennej ludności trafić mieli włoscy osadnicy.
Od 1930 roku był wicegubernatorem Cyrenajki i zyskał sławę jako bezwzględny dowódca, krwawo tłumiący powstanie bractwa muzułmańskiego Sanusijja.
W czasie wojny w Abisynii w latach 1935–1936 dowodził armią południową, a od maja 1936 roku pełnił funkcję generalnego gubernatora i wicekróla tego państwa. W czasie jego dowództwa armia dokonała szeregu zbrodni tj. użycie broni chemicznej (gaz musztardowy i fosgen) czy też wprowadzenie faktycznego niewolnictwa na terenach okupowanych w celu zwalczenia oporu.
W czasie okupacji kraju założył obozy pracy. W 1937 roku doszło do nieudanego zamachu na Grazianiego. W odpowiedzi na to Etiopczycy obecni na uroczystości, w której uczestniczył generał, zostali zastrzeleni, a milicja faszystów rozpoczęła masakry w stolicy Etiopii, gdzie zamordowano 30 tysięcy osób, a wiele domostw zostało zniszczonych.
Od października 1939 roku był szefem Sztabu Generalnego wojsk lądowych, jednocześnie od czerwca 1940 roku był gubernatorem Libii i naczelnym dowódcą sił zbrojnych w Afryce Północnej.
W sierpniu 1940 roku usiłował odwieść Mussoliniego od zamiaru zaatakowania wojsk brytyjskich w Egipcie. Pod presją duce we wrześniu niechętnie skierował do walki 10 Armię. Klęski wojsk włoskich w grudniu (np. pod Marsa Matruh) stały się przyczyną zdymisjonowania go w lutym 1941 roku. W 1943 roku, po kapitulacji Włoch, uciekł na północ, gdzie został ministrem obrony Włoskiej Republiki Socjalnej. Organizował masowe wywozy Włochów na przymusowe roboty do III Rzeszy, zwalczał ruch partyzancki. 1 maja 1945 roku wydał rozkaz o zaprzestaniu oporu przez wojska włoskie. 
W tym samym roku stanął przed sądem pod zarzutem zdrady. Trzy lata później skazany na 18 lat więzienia, po kilku miesiącach amnestionowany. W 1952 roku wstąpił do neofaszystowskiej partii Włoski Ruch Społeczny (MSI), która stworzyła dla niego honorową funkcję prezesa, którą piastował do swojej śmierci.